# Bernard Duarte
Bernard Anício Caldeira Duarte, noto semplicemente come Bernard (Belo Horizonte, 8 settembre 1992), è un calciatore brasiliano con passaporto spagnolo, centrocampista dell'Atlético Mineiro.

## Caratteristiche tecniche
Dotato di eccellente tecnica e di spiccata intelligenza tattica, è abile negli assist ai compagni di squadra e nei calci piazzati. Può giocare sia da trequartista che da ala.

## Carriera

### Club

#### Le giovanili, il prestito al Democrata e il ritorno all'Atlético Mineiro
Bernard inizia la sua carriera da calciatore nel 2006, quando viene acquistato dall'Atlético Mineiro dove, in quattro anni, compie tutta la trafila delle giovanili prima di essere ceduto a titolo temporaneo al Democrata-SL, squadra militante nel Campionato Mineiro. Concluso il prestito con la squadra biancorossa, Bernard torna al suo club di appartenenza e viene inserito nella lista della prima squadra.
Il 24 marzo 2011 debutta con i Galo in occasione del match del Campionato Mineiro contro l'Uberaba, giocando da terzino destro. Rimedia la sua prima ammonizione in carriera il 10 aprile, durante la partita giocata con il Caldense. A fine anno, il presidente della squadra di Belo Horizonte rifiuta un'offerta fattagli da un grande club russo per il cartellino del calciatore brasiliano. Debutta per la prima volta in Série A il 21 maggio, in occasione della partita di campionato con l'Atlético Paranaense.
Realizza la sua prima rete in carriera il 29 gennaio 2012 durante il match con il Boa Esporte Clube, che si conclude con il risultato di 2 a 0 in favore dei bianconeri. Il 26 aprile rimedia, per doppia ammonizione, la sua prima espulsione in carriera in occasione della partita di coppa con il Goiás. Il 13 maggio, durante un match del Campionato Mineiro, realizza la sua prima doppietta in carriera ai danni dell'América. Il 24 giugno apre le marcature del match di campionato in programma con il Náutico, partita che poi si concluderà con il risultato di 5 a 1 in favore dei bianconeri; essa risulterà la sua prima rete segnata nel campionato di Série A in carriera.

#### Shakhtar Donetsk
L'8 agosto 2013 passa allo Šachtar per una cifra vicina ai 25 milioni di euro, firmando un contratto quinquennale. Il 26 ottobre 2013, nella partita casalinga vinta 4-0 contro lo Zorja Luhans'k, mette a segno la sua prima rete con gli ucraini. Dopo 5 anni in cui ha fornito un buon rendimento (in particolare sotto la guida di Paulo Fonseca), il 30 giugno 2018 decide di non rinnovare il contratto in scadenza.

#### Everton
Il 9 agosto 2018 firma per l'Everton.

### Nazionale
Il 14 marzo viene inserito da Mano Menezes nella pre-lista degli Under-23 che parteciperanno alle Olimpiadi di Londra in programma il 27 luglio 2012, senza però prenderne parte.
Viene convocato per la prima volta in nazionale maggiore in occasione della partita di ritorno del Superclásico de las Américas 2012, vinto ai rigori dalla nazionale verde-oro, partendo dalla panchina.
Nell'estate del 2013 il CT Felipe Scolari lo convoca per la Confederations Cup 2013, vinta proprio dal Brasile. Bernard scende in campo due volte partendo dalla panchina.
Il 17 novembre 2013 segna il suo primo gol in Nazionale contro l'Honduras.
Il 7 maggio 2014 il CT del Brasile Felipe Scolari lo include nella lista dei 23 partecipanti al Mondiale in Brasile, manifestazione in cui scende in campo in tre occasioni. Non appare invece tra i convocati del Mondiale in Russia del 2018, essendo già fuori dal giro della Nazionale da alcuni anni (precisamente da dopo i Mondiali 2014).

## Statistiche

### Presenze e reti nei club
Statistiche aggiornate al 1º dicembre 2024.
| Stagione                | Squadra                 | Campionato              | Campionato | Campionato | Coppe nazionali | Coppe nazionali | Coppe nazionali | Coppe continentali | Coppe continentali | Coppe continentali | Altre coppe | Altre coppe | Altre coppe | Totale | Totale |
| Stagione                | Squadra                 | Comp                    | Pres       | Reti       | Comp            | Pres            | Reti            | Comp               | Pres               | Reti               | Comp        | Pres        | Reti        | Pres   | Reti   |
| ----------------------- | ----------------------- | ----------------------- | ---------- | ---------- | --------------- | --------------- | --------------- | ------------------ | ------------------ | ------------------ | ----------- | ----------- | ----------- | ------ | ------ |
| 2010                    | Democrata-SL            | SD                      | 16         | 14         |                 | -               | -               |                    | -                  | -                  |             | -           | -           | 16     | 14     |
| 2011                    | Atlético Mineiro        | CM+A                    | 4+23       | 0          | CB              | 1               | 0               |                    | -                  | -                  |             | -           | -           | 28     | 0      |
| 2012                    | Atlético Mineiro        | CM+A                    | 9+36       | 4+11       | CB              | 2               | 0               |                    | -                  | -                  |             | -           | -           | 47     | 15     |
| 2013                    | Atlético Mineiro        | CM+A                    | 11+3       | 2+1        |                 | -               | -               | CL                 | 11                 | 4                  |             | -           | -           | 25     | 7      |
| 2013-2014               | Šachtar                 | PL                      | 18         | 2          | CU              | 3               | 1               | UCL+UEL            | 6+2                | 0                  | SU          | -           | -           | 29     | 3      |
| 2014-2015               | Šachtar                 | PL                      | 14         | 0          | CU              | 4               | 2               | UCL                | 5                  | 0                  | SU          | 0           | 0           | 23     | 2      |
| 2015-2016               | Šachtar                 | PL                      | 21         | 2          | KU              | 4               | 3               | UCL+UEL            | 8+5                | 0                  | SU          | 1           | 1           | 39     | 6      |
| 2016-2017               | Šachtar                 | PL                      | 24         | 4          | KU              | 3               | 0               | UCL+UEL            | 1+8                | 1+2                | SU          | 1           | 0           | 37     | 7      |
| 2017-2018               | Šachtar                 | PL                      | 19         | 6          | KU              | 1               | 1               | UCL                | 8                  | 3                  | SU          | 1           | 0           | 29     | 10     |
| Totale Šachtar          | Totale Šachtar          | Totale Šachtar          | 96         | 14         |                 | 15              | 7               |                    | 43                 | 6                  |             | 3           | 1           | 157    | 28     |
| 2018-2019               | Everton                 | PL                      | 34         | 1          | FACup+CdL       | 1+1             | 1+0             | -                  | -                  | -                  | -           | -           | -           | 36     | 2      |
| 2019-2020               | Everton                 | PL                      | 27         | 3          | FACup+CdL       | 1+2             | 0               | -                  | -                  | -                  | -           | -           | -           | 30     | 3      |
| 2020-2021               | Everton                 | PL                      | 10         | 1          | FACup+CdL       | 3+3             | 1+1             |                    |                    |                    |             |             |             | 16     | 3      |
| Totale Everton          | Totale Everton          | Totale Everton          | 71         | 5          |                 | 11              | 3               |                    | -                  | -                  |             | -           | -           | 82     | 8      |
| 2021-2022               | Sharjah                 | PL                      | 23         | 4          | CEAU+CdL        | 4+3             | 1+0             | ACL                | 5                  | 2                  |             | -           | -           | 35     | 7      |
| 2022-2023               | Panathīnaïkos           | SLE                     | 31         | 2          | KE              | 4               | 0               | -                  | -                  | -                  | -           | -           | -           | 35     | 2      |
| 2023-2024               | Panathīnaïkos           | SLE                     | 31         | 10         | KE              | 7               | 0               | UCL+UEL            | 6+6                | 1+0                | -           | -           | -           | 50     | 11     |
| Totale Panathinaikos    | Totale Panathinaikos    | Totale Panathinaikos    | 62         | 12         |                 | 11              | 0               |                    | 12                 | 1                  |             | -           | -           | 85     | 13     |
| 2024                    | Atlético Mineiro        | A                       | 16         | 0          | CB              | 2               | 0               | CL                 | 5                  | 0                  | -           | -           | -           | 23     | 0      |
| Totale Atlético Mineiro | Totale Atlético Mineiro | Totale Atlético Mineiro | 102        | 18         |                 | 5               | 0               |                    | 16                 | 4                  |             | -           | -           | 123    | 22     |
| Totale carriera         | Totale carriera         | Totale carriera         | 370        | 67         |                 | 49              | 11              |                    | 76                 | 13                 |             | 3           | 1           | 495    | 92     |

### Cronologia presenze e reti in nazionale
| Cronologia completa delle presenze e delle reti in nazionale ― Brasile | Cronologia completa delle presenze e delle reti in nazionale ― Brasile | Cronologia completa delle presenze e delle reti in nazionale ― Brasile | Cronologia completa delle presenze e delle reti in nazionale ― Brasile | Cronologia completa delle presenze e delle reti in nazionale ― Brasile | Cronologia completa delle presenze e delle reti in nazionale ― Brasile | Cronologia completa delle presenze e delle reti in nazionale ― Brasile | Cronologia completa delle presenze e delle reti in nazionale ― Brasile |
| Data                                                                   | Città                                                                  | In casa                                                                | Risultato                                                              | Ospiti                                                                 | Competizione                                                           | Reti                                                                   | Note                                                                   |
| ---------------------------------------------------------------------- | ---------------------------------------------------------------------- | ---------------------------------------------------------------------- | ---------------------------------------------------------------------- | ---------------------------------------------------------------------- | ---------------------------------------------------------------------- | ---------------------------------------------------------------------- | ---------------------------------------------------------------------- |
| 22-11-2012                                                             | Buenos Aires                                                           | Argentina                                                              | 2 – 1                                                                  | Brasile                                                                | Superclásico de las Américas                                           | -                                                                      | 74’                                                                    |
| 2-6-2013                                                               | Rio de Janeiro                                                         | Brasile                                                                | 2 – 2                                                                  | Inghilterra                                                            | Amichevole                                                             | -                                                                      | 83’                                                                    |
| 9-6-2013                                                               | Porto Alegre                                                           | Brasile                                                                | 3 – 0                                                                  | Francia                                                                | Amichevole                                                             | -                                                                      | 89’                                                                    |
| 22-6-2013                                                              | Salvador                                                               | Italia                                                                 | 2 – 4                                                                  | Brasile                                                                | Conf. Cup 2013 - 1º turno                                              | -                                                                      | 67’                                                                    |
| 26-6-2013                                                              | Belo Horizonte                                                         | Brasile                                                                | 2 – 1                                                                  | Uruguay                                                                | Conf. Cup 2013 - Semifinale                                            | -                                                                      | 64’                                                                    |
| 7-9-2013                                                               | Brasilia                                                               | Brasile                                                                | 6 – 0                                                                  | Uruguay                                                                | Amichevole                                                             | -                                                                      | 61’                                                                    |
| 11-9-2013                                                              | Foxborough                                                             | Brasile                                                                | 3 – 1                                                                  | Portogallo                                                             | Amichevole                                                             | -                                                                      | 68’                                                                    |
| 12-10-2013                                                             | Seul                                                                   | Corea del Sud                                                          | 0 – 2                                                                  | Brasile                                                                | Amichevole                                                             | -                                                                      | 79’                                                                    |
| 15-10-2013                                                             | Pechino                                                                | Brasile                                                                | 2 – 0                                                                  | Zambia                                                                 | Amichevole                                                             | -                                                                      | 80’                                                                    |
| 17-11-2013                                                             | Miami Gardens                                                          | Honduras                                                               | 0 – 5                                                                  | Brasile                                                                | Amichevole                                                             | 1                                                                      | 46’                                                                    |
| 6-6-2014                                                               | San Paolo                                                              | Brasile                                                                | 1 – 0                                                                  | Serbia                                                                 | Amichevole                                                             | -                                                                      | 81’                                                                    |
| 13-6-2014                                                              | San Paolo                                                              | Brasile                                                                | 3 – 1                                                                  | Croazia                                                                | Mondiali 2014 - 1º turno                                               | -                                                                      | 68’                                                                    |
| 17-6-2014                                                              | Fortaleza                                                              | Brasile                                                                | 0 – 0                                                                  | Messico                                                                | Mondiali 2014 - 1º turno                                               | -                                                                      | 46’                                                                    |
| 8-7-2014                                                               | Belo Horizonte                                                         | Brasile                                                                | 1 – 7                                                                  | Germania                                                               | Mondiali 2014 - Semifinale                                             | -                                                                      |                                                                        |
| Totale                                                                 |                                                                        | Presenze                                                               | 14                                                                     |                                                                        | Reti                                                                   | 1                                                                      |                                                                        |

## Palmarès

### Club

#### Competizioni statali
- Campionato mineiro: 3

Atlético Mineiro: 2012, 2013, 2025

#### Competizioni nazionali
- Campionato ucraino: 3

Shakhtar: 2013-2014, 2016-2017, 2017-2018
- Supercoppa d'Ucraina: 3

Shakhtar: 2014, 2015, 2017
- Coppa d'Ucraina: 3

Shakhtar: 2015-2016, 2016-2017, 2017-2018
- Coppa di Grecia: 1

Panathinaikos: 2023-2024

#### Competizioni internazionali
- Coppa Libertadores: 1

Atlético Mineiro: 2013

### Nazionale
- Confederations Cup: 1

Brasile 2013